# Juliana Harkavy

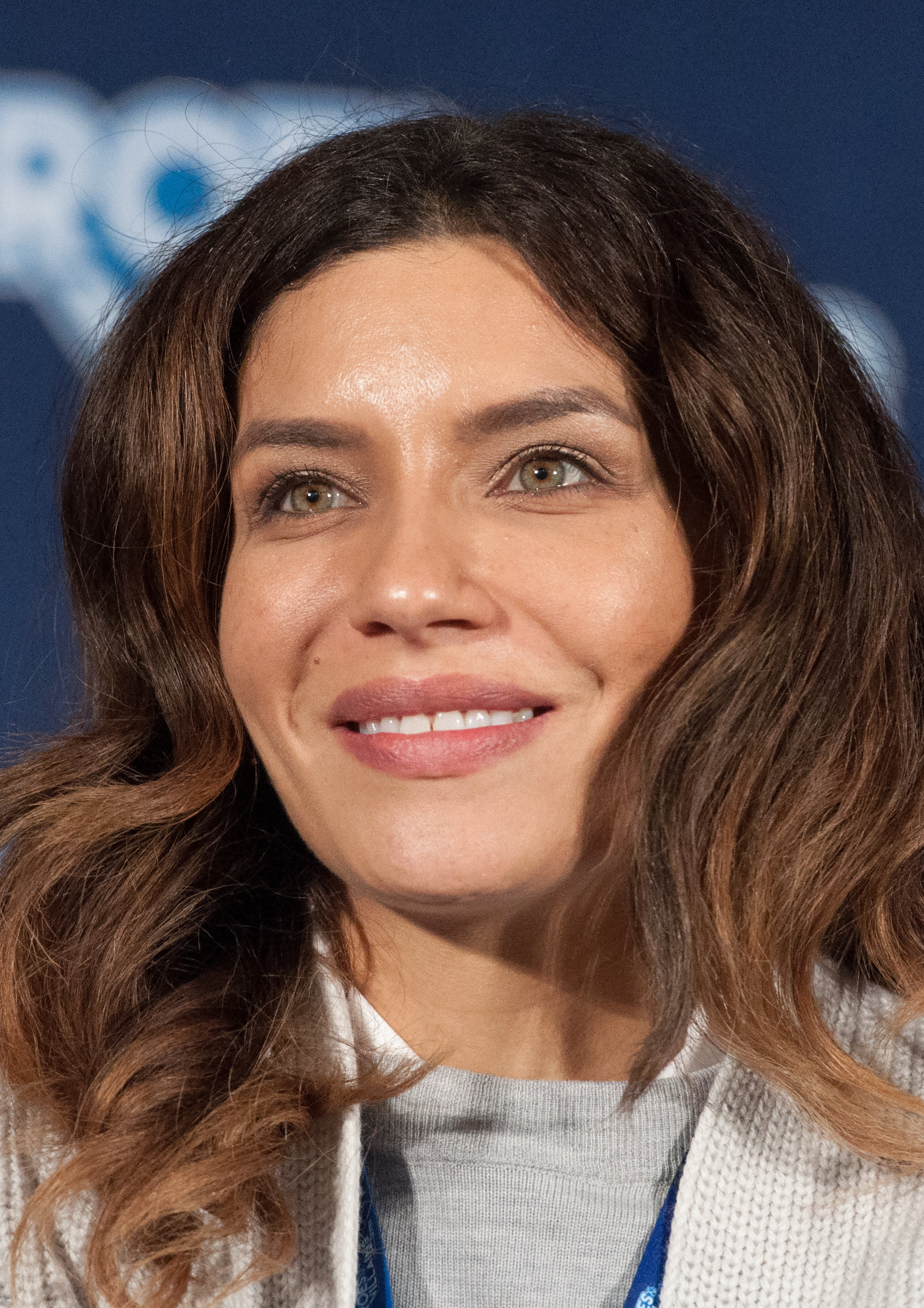
Juliana Harkavy

Juliana Harkavy (* 1. Januar 1985 in New York City) ist eine US-amerikanische Filmschauspielerin.

## Leben
Juliana Harkavy wurde in ihrer Jugend am Young Actors Space in Los Angeles unterrichtet. Ebenso war sie am Lycée Français de Los Angeles und verbrachte einen Teil ihrer Schulzeit in Südfrankreich. Nach der Highschool besuchte sie die Tisch School of the Arts.
Seit 2011 tritt sie regelmäßig in Filmen und Serien auf. So spielte sie „Rebecca“ in Mein Freund, der Delfin und dem Folgefilm. 2013 spielte sie in zwei Folgen von The Walking Dead die Soldatin „Alisha“. 2014 spielte sie die Hauptrolle im Horrorfilm Last Shift. Ab 2017 übernahm sie die Rolle der „Dinah Drake“ alias „Black Canary“ in der DC-Actionserie Arrow.

## Filmografie (Auswahl)
- 1995: Little Princess (A Little Princess)
- 2011: Mein Freund, der Delfin (Dolphin Tale)
- 2012: To Write Love on Her Arms
- 2013: The Walking Dead (Fernsehserie, 2 Folgen)
- 2014: Last Shift
- 2014: Mein Freund, der Delfin 2 (Dolphin Tale II)
- 2017–2020: Arrow (Fernsehserie, 60 Folgen)